# POGZ
POGZ‏ (Pogo transposable element derived with ZNF domain) هوَ بروتين يُشَفر بواسطة جين POGZ في الإنسان.